# جون ساندفورد
جون ساندفورد (الاسم الحقيقي: جون روسويل كامب، ولد في 23 فبراير 1944) هو روائي أمريكي، صحفي سابق، ومؤلف أكثر مبيعًا حسب نيويورك تايمز. حصل على جائزة بوليتزر عام 1986 عن سلسلة تقارير عن أزمة الزراعة في الغرب الأوسط الأمريكي.

## حياته
ولد في سيدار رابيدز بولاية آيوا، وتخرّج من ثانوية واشنطن عام 1962. نال شهادة البكالوريوس في التاريخ الأمريكي والأدب، ثم شهادة الماجستير في الصحافة من جامعة آيوا.
عمل من عام 1971 إلى 1978 في صحيفة ميامي هيرالد، ثم انتقل إلى سانت بول بايونير برس ككاتب عمود. فاز بجائزة بوليتزر عن سلسلة تقارير بعنوان "الحياة في المزرعة الأمريكية"، وصدر له خلال هذه الفترة كتابان غير روائيين.

## مسيرته الأدبية
في عام 1989 كتب روايتين، الأولى قواعد الفريسة (Rules of Prey) التي أصبحت بداية سلسلة طويلة من الروايات البوليسية باسم "سلسلة الفريسة"، ونُشرت تحت اسم قلمي هو "جون ساندفورد". في الوقت ذاته كتب رواية The Fool's Run باسمه الحقيقي.
لاحقًا، كتب سلاسل جديدة: سلسلة فيرجل فلاورز عام 2007، وسلسلة ليتي دافنبورت عام 2022، وكلها تدور في نفس العالم البوليسي.

## الجوائز
- جائزة بوليتزر (1986) عن الكتابة الصحفية
- جائزة جمعية محرري الصحف الأمريكية
- لقب "سيد الإثارة" من جمعية كتّاب الإثارة العالمية عام 2019

## أشهر أعماله
- سلسلة الفريسة (Prey): أكثر من 30 رواية تبدأ بـ Rules of Prey (1989) وحتى Lethal Prey (2025)
- سلسلة Kidd
- سلسلة Virgil Flowers
- سلسلة Letty Davenport
- روايات مستقلة منها Saturn Run (خيال علمي)، وDead Watch

## روابط خارجية
- الصفحة الرسمية
- صفحة المؤلف في دار بنغوين